# Euthalia arhat
Euthalia arhat är en fjärilsart som beskrevs av Hans Fruhstorfer 1913. Euthalia arhat ingår i släktet Euthalia och familjen praktfjärilar. Inga underarter finns listade i Catalogue of Life.